# Scuola Italiana Design
SID—Scuola Italiana Design è un istituto accademico di primo livello specializzato nella progettazione interdisciplinare, con sede a Padova. Riconosciuto dal Ministero dell’Università e della Ricerca, offre un percorso formativo triennale.

## Storia
Scuola Italiana Design nasce nel 1991 a Padova come prima esperienza di scuola specializzata in design industriale nell’area del Nord-Est italiano. Nel 1993 ottiene il riconoscimento ufficiale dalla Regione Veneto come Organismo di Formazione accreditato. Nel 2001 entra a far parte di Galileo Visionary District, polo di ricerca e innovazione. Dal 2023, SID è un Istituto Accademico AFAM riconosciuto dal Ministero dell’Università e della Ricerca, autorizzato al rilascio del Diploma Accademico di Primo Livello in Design e Comunicazione, titolo equiparato a una laurea triennale.

## Programmi formativi
Il corso principale di SID è il Corso Triennale in Design e Comunicazione strutturato su cinque aree disciplinari quali design del prodotto, design della comunicazione, digital design, management e scienze umane. Parallelamente, SID offre corsi di specializzazione, tra cui UX/UI, Design Management e Intelligenza Artificiale applicata al design.

## Collaborazioni e Placement
Sono in atto collaborazioni con altri istituti ed enti per l'organizzazione di progetti formativi a livello europeo, tra cui la Vilnius Academy of Fine Arts (Lituania), il Kielce Technology Park (Polonia) e l'Università MSTUM (Russia).

## Organizzazioni e associazioni
La Scuola è associata ADI (Associazione Disegno Industriale) a livello nazionale e, in ambito internazionale, ha curato per ICSID (International Council of Societies of Industrial Design) la traduzione italiana del codice etico del designer.

## Certificazioni
SID e Galileo Visionary District sono riconosciuti dalla Regione Veneto come ente accreditato per la formazione post-diploma nell'ambito del design industriale. Gli stessi studenti, superando l'esame di qualifica al termine degli studi, ricevono l'Attestato di Qualifica Professionale in Design Creativo, ufficialmente valido in tutta Italia.
Nel 2013, attraverso l'attività di Scuola Italiana Design, il Galileo Visionary District ha ottenuto il titolo di Eco-design Center qualificato presso la Commissione Europea.
Dal 1º Settembre 2023 SID ottiene la certificazione di istituto AFAM riconosciuto dal Ministero dell'Università e della Ricerca autorizzato al rilascio del Diploma Accademico di Primo Livello in Design e Comunicazione, titolo equiparato a una laurea triennale, valido a livello nazionale e internazionale.

## Mostre ed eventi
Scuola Italiana Design e Galileo Visionary District organizzano periodicamente eventi aperti al pubblico, spesso in collaborazione con il Comune di Padova e altri enti del territorio.
Tra le più importanti:
- Cento Anni di Radio & Design, organizzata nel 1995 a Pechino (Cina)[8]
- Chairs (2011), una selezione delle più celebri e importanti sedie create dai più importanti designer
- Il Mondo di Starck (2012), una personale dei prodotti del designer francese Philippe Starck
- 20 Design Masters[9] (2013), con i prodotti di venti maestri nazionali e internazionali del design industriale
- Padova Food Festival[10] (2015-2016), serie di eventi che mettono in relazione cibo e cultura.
- Welc(h)ome Market (2018)[11]
- Declare (2021)[12]
- I Made This, I Did That (2023)[13]
- From Paper to Product (2024)[14]